# Mavrovi Anovi
Mavrovi Anovi (makedonska: Маврови Анови) är en ort i Nordmakedonien. Den ligger i kommunen Mavrovo i Rostuša, i den västra delen av landet, 60 kilometer sydväst om huvudstaden Skopje. Mavrovi Anovi ligger 1 267 meter över havet och antalet invånare är 914.